# Tumbo
Tumbo is een plaats in de gemeente Eskilstuna in het landschap Södermanland en de provincie Södermanlands län in Zweden. De plaats heeft 295 inwoners (2005) en een oppervlakte van 53 hectare.

## Verkeer en vervoer
Bij de plaats lopen de E20 en Riksväg 56.